# 桃扇舎指月
桃扇舎 指月（とうせんしゃ しげつ、生没年不詳）とは、江戸時代の浮世絵師。

## 来歴
師系・経歴不明。その画号と画風から礫川亭一指（永理）系かといわれるが定かではなく、画風は喜多川歌麿風ともいわれている。作画期は享和頃とされ肉筆美人画が残る。

## 作品
- 「身支度する美人図」(美人夏姿図)　絹本着色　心遠館（プライスコレクション）所蔵　※「桃扇舎指月」の落款あり
- 「猫美人図」　紙本着色　個人所蔵（平野美術館寄託）